# 장샤오핑
장샤오핑(중국어 간체자: 张小平, 정체자: 張小平, 병음: Zhāng Xiǎopíng, 한자음: 장소평, 1982년 4월 1일~)은 중국의 권투 선수로 2008년 하계 올림픽 라이트헤비급 부문에서 금메달을 획득했다.